# Tejina
Tejina es una entidad de población perteneciente al municipio de San Cristóbal de La Laguna, en la isla de Tenerife —Canarias, España—. Administrativamente se incluye en la Zona 5 del municipio. Junto con Valle de Guerra, Bajamar, Tegueste y Punta del Hidalgo constituyen la comarca Nordeste de Tenerife, de tradición agrícola y pesquera, con un fuerte arraigo cultural e histórico.

## Toponimia
El nombre de la localidad es de procedencia guanche, proviniendo del nombre de una montaña y barranco de la zona. En la documentación histórica aparece también escrito como Tegina.
El poeta-historiador Antonio de Viana refiere en su poema La Conquista de Tenerife que Tegina era el nombre de la esposa del mencey Tegueste, e hija del rey de Tacoronte, y que por ella se llama así la zona.

## Geografía

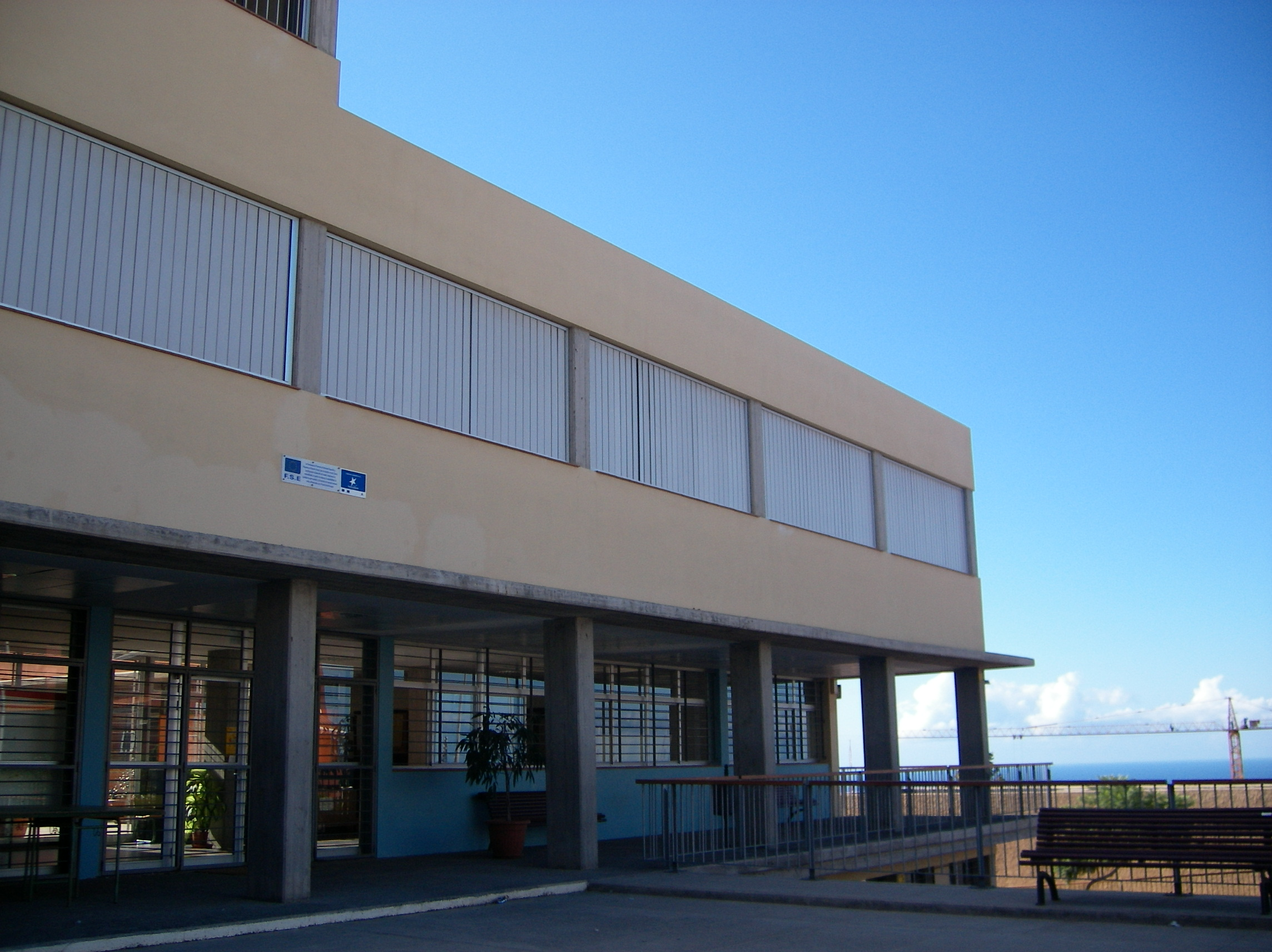
IES. Antonio González González

Tejina se encuentra en la costa a unos diez kilómetros del centro municipal, al nordeste de la isla de Tenerife. Tiene una altitud media de 172 m s. n. m.
Cuenta con dos colegios de educación primaria — CEIP Princesa Tejina y CEIP San Bartolomé—, el instituto IES Dr. Antonio González González, el centro de educación de adultos de Tejina, el Instituto Canario de Investigaciones Agrarias, un centro ciudadano, una oficina de Correos, comisarías de la policía local y nacional, una tenencia de alcaldía, oficinas de Servicios Sociales y del Servicio de Urgencias Canario, un pabellón, una cámara agraria, varias cooperativas agrícolas, un centro médico, un ambulatorio, varias sucursales bancarias, gasolineras, farmacias, varios parques infantiles y plazas públicas, un centro comercial, así como empresas y comercios de distinta índole. Además de esto, cuenta con las iglesias de San Bartolomé y de San Isidro, y con su propio cementerio.
Esto convierte a Tejina en el núcleo económico-empresarial y cultural de la zona, a pesar de los graves problemas de ordenación urbana, tráfico y otros servicios, en vías de posible solución.
La localidad se halla popularmente dividida en varios enclaves: Barrio Nuevo, Casas de la Costa, El Cardonal, El Hurón, El Lomo, El Pico, La Castellana, La Cruz, La Fuente, La Palmita, Milán, Pico Alto, Pico Bajo y el enclave costero de Jóver, que cuenta con una piscina natural y un pequeño puerto pesquero.
Una pequeña superficie de la localidad, al pie de la Mesa de Tejina, se halla incluida en el espacio natural protegido del parque rural de Anaga.

## Historia
El territorio de Tejina se encuentra habitado desde época guanche, tal y como demuestran los hallazgos arqueológicos encontrados en la zona. Tejina pertenecía al menceyato de Tegueste, que durante la conquista de la isla por parte de los europeos a finales del siglo xv formó parte de los llamados bandos de guerra, aquellos «reinos» guanches que opusieron resistencia.
Tejina tuvo alcalde de lugar compartido con Tegueste desde 1540, teniéndolo en exclusiva desde el siglo xvii. En 1812 se convierte en municipio al amparo de la Constitución de Cádiz, aunque no sería hasta 1836 cuando el término quede definitivamente consolidado tras las alternancias entre gobiernos constitucionales y absolutistas de la primera mitad del siglo, y de la desaparición del régimen municipal único que había sido instaurado desde la conquista. En 1847, el también municipio de Punta del Hidalgo es agregado a Tejina, y en 1850 este queda definitivamente anexionado a San Cristóbal de La Laguna.
Pascual Madoz, en su Diccionario, descibría el antiguo término municipal de Tejina hacia mitad del siglo xix de la siguiente manera:

TEJINA. Lugar con ayuntamiento de la isla y diócesis de Tenerife, (...) partido judicial de la Laguna, de cuya ciudad dista 1 1/2 leguas. SITUADO en un llano á 1/4 de legua de Tegueste y al NO de la Laguna; la combaten principalmente los vientos de esta dirección, y el CLIMA es alegre y sano. Tiene 154 CASAS de las que unas 70 forman cuerpo de población y las restantes diseminadas, todas pequeñas y miserables; una fuente de escelente calidad; iglesia parroquial de entrada (San Bartolomé) servida por el párroco, un sacristán, un sochantre y dos monaguillos. En la parte N de la población el cementerio construido en 1837, capaz y ventilado, y 3 ermitas dedicadas á San Juan, San Sebastian y San Estéban; la primera en el pago de Bajamar de esta jurisdicción, y las dos restantes en el término, el cual confina N con Punta del Hidalgo; E con varias montañas; S con Tacaronte, y O con Tegueste; el TERRENO, aunque en general de secano, es de buena calidad; habiendo solo arbolado de frutales en las huertas mencionadas. CAMINOS: el que dirige á la Laguna es llano y se halla en buen estado; pero el que conduce á Tacaronte y demás pueblos del interior de la isla, está bastante descuidado. La CORRESPONDENCIA se recibe de la Laguna por medio de balijero, á cuyo punto se lleva también la que sale. PRODUCCIÓN: trigo, maiz, patatas y hortaliza, frutas de todas clases y vino, siendo esta y la del trigo la principal cosecha; se cria ganado vacuno, pero el mas abundante es el de cerda; hay caza de conejos, perdices, codornices y palomas. INDUSTRIA: la agrícola y algunos telares de lienzos caseros para el uso de sus habitantes. COMERCIO: extracción de los frutos sobrantes á la ciudad de la Laguna; celebrándose el dia del Santo Patrón de este pueblo una feria cuyo esclusivo tráfico consisto en la venta do los frutos sobrantes del pais y con especialidad vino. POBLACIÓN: 156 vecinos, 646 almas...
Pascual Madoz, 1849.

Los habitantes de Tejina siempre han mantenido una fuerte identidad independiente, lo que se ha visto plasmado en hasta cuatro intentos de segregación de La Laguna a lo largo del siglo xx.

## Demografía
| Año        | 2000  | 2001  | 2002  | 2003  | 2004  | 2005  | 2006  | 2007  | 2008  | 2009  | 2010  | 2011  | 2012  | 2013  | 2014  | 2015  | 2016  | 2017  | 2018  | 2019  |
| ---------- | ----- | ----- | ----- | ----- | ----- | ----- | ----- | ----- | ----- | ----- | ----- | ----- | ----- | ----- | ----- | ----- | ----- | ----- | ----- | ----- |
| Habitantes | 6 759 | 7 067 | 7 157 | 7 111 | 7 217 | 7 299 | 7 324 | 7 504 | 7 704 | 7 805 | 7 938 | 8 054 | 8 176 | 8 166 | 8 250 | 8 265 | 8 225 | 8 275 | 8 318 | 8 413 |

## Economía
La principal actividad económica de la localidad es la agricultura y la industria que se deriva de ella.

## Patrimonio
La iglesia de San Bartolomé fue declarada Bien de Interés Cultural en la categoría de Monumento en 2006. La iglesia conserva numerosos bienes muebles vinculados a ella en forma de retablos o imágenes religiosas.

## Fiestas
Destacan sus fiestas patronales dedicadas a San Bartolomé, bajo el nombre de Fiesta de los Corazones, declaradas en 2003 Bien de Interés Cultural con categoría de ámbito local. En esta celebración se decoran unos armazones con forma de corazón, y en ellas participan tres corazones: calle Abajo, calle Arriba y El Pico.
Otro acto cultural importante es el auto sacramental de los Reyes Magos, que se lleva celebrando en la noche del 5 de enero desde 1904. En este acto participan multitud de vecinos del pueblo, ya sea en la elaboración de los decorados y vestuarios, como actores, o como integrantes de la «Tanda del Divino» —agrupación musical espontánea que tiene la función de ambientar con villancicos la Nochebuena y la de Reyes—.

## Comunicaciones
Se llega a la localidad principalmente por las carreteras Tejina-La Laguna TF-13 y Tejina-Tacoronte TF-16.

### Transporte público
Tejina tiene parada de taxi en la calle de Arriba.
En autobús —guagua— queda conectada mediante las siguientes líneas de TITSA: 
| Línea | Trayecto                                                                 | Recorrido     |
| ----- | ------------------------------------------------------------------------ | ------------- |
| 050   | La Laguna - Tegueste - Bajamar - Punta del Hidalgo                       | Horario/Línea |
| 051   | Circular La Laguna - Tejina - Tacoronte - La Laguna                      | Horario/Línea |
| 057   | Circular La Laguna - Tejina - Tacoronte - La Laguna                      | Horario/Línea |
| 224   | La Laguna - Valle de Guerra - Tejina por El Boquerón - Punta del Hidalgo | Horario/Línea |

## Lugares de interés
- Club Náutico de Tejina
- Iglesia de San Bartolomé (BIC)
- Mirador de Los Abuelos
- Piscina Natural de Jóver

## Personas destacadas
- Francis Rodríguez (1962-): exfutbolista
- St. Pedro (1996-): cantante.

## Galería

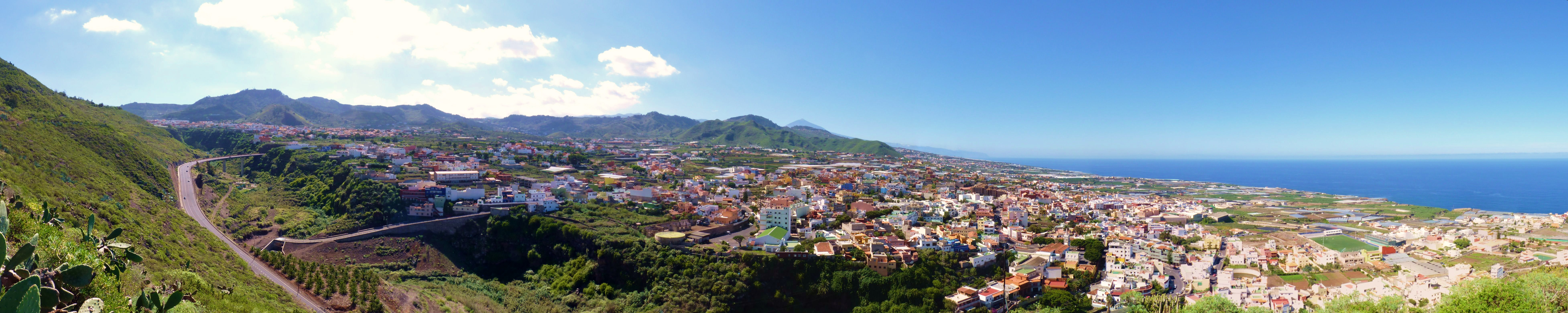
Panorámica del pueblo de Tejina